# ماتيو برونوري
ماتيو لويجي برونوري (1 نوفمبر 1994) هو لاعب كرة قدم إيطالي محترف يلعب كمهاجم لنادي باليرمو.

## مهنة النادي

### السنوات المبكرة
ظهر برونوري لأول مرة في الدوري الإيطالي مع فولينيو في 5 يونيو 2011، في مباراة ضد ترنانا. في 1 أغسطس 2019، انضم إلى بيسكارا على سبيل الإعارة من بارما. وفي 24 يناير 2020، اشتراه نادي بيسكارا وأعاد بيعه إلى نادي يوفنتوس تحت 23. وفي 24 أغسطس 2020، أنتقل إلى نادي فيرتوس إينتيلا على سبيل الإعارة مع خيار الشراء.

## مهنة دولية
في 15 ديسمبر 2022، أستدعي من قبل مدرب المنتخب الإيطالي، روبرتو مانشيني، كجزء من فريق مكون من 69 لاعباً من "لاعبي المصلحة الوطنية".

## الحياة الشخصية
وُلد برونوري في البرازيل لوالدين إيطاليين، وعاد إلى أسيزي مع أسرته في عمر السنة. قامت والدته بتربيته بمفردها، ثم غيّر لاحقًا لقبه الكامل من "برونوري ساندري" إلى "برونوري" فقط، واختار الاحتفاظ بلقب والدته فقط.
في 11 يونيو 2022، قبل يومين من نهائي التصفيات التمهيدية باليرمو ضد بادوفا، تزوج من شريكته منذ فترة طويلة دليلة في كاستيلو دي نارو، في مدينة كاجلي، وكان من المقرر عقد الزواج في عام 2020 ولكن تم تأجيله بعد ذلك بسبب وباء فيروس كورونا في إيطاليا.

## روابط خارجية
- ماتيو برونوري على موقع قاعدة بيانات كرة القدم.إي يو (الإنجليزية)
- ماتيو برونوري على موقع Soccerway.com (الإنجليزية)